# Schnewlin

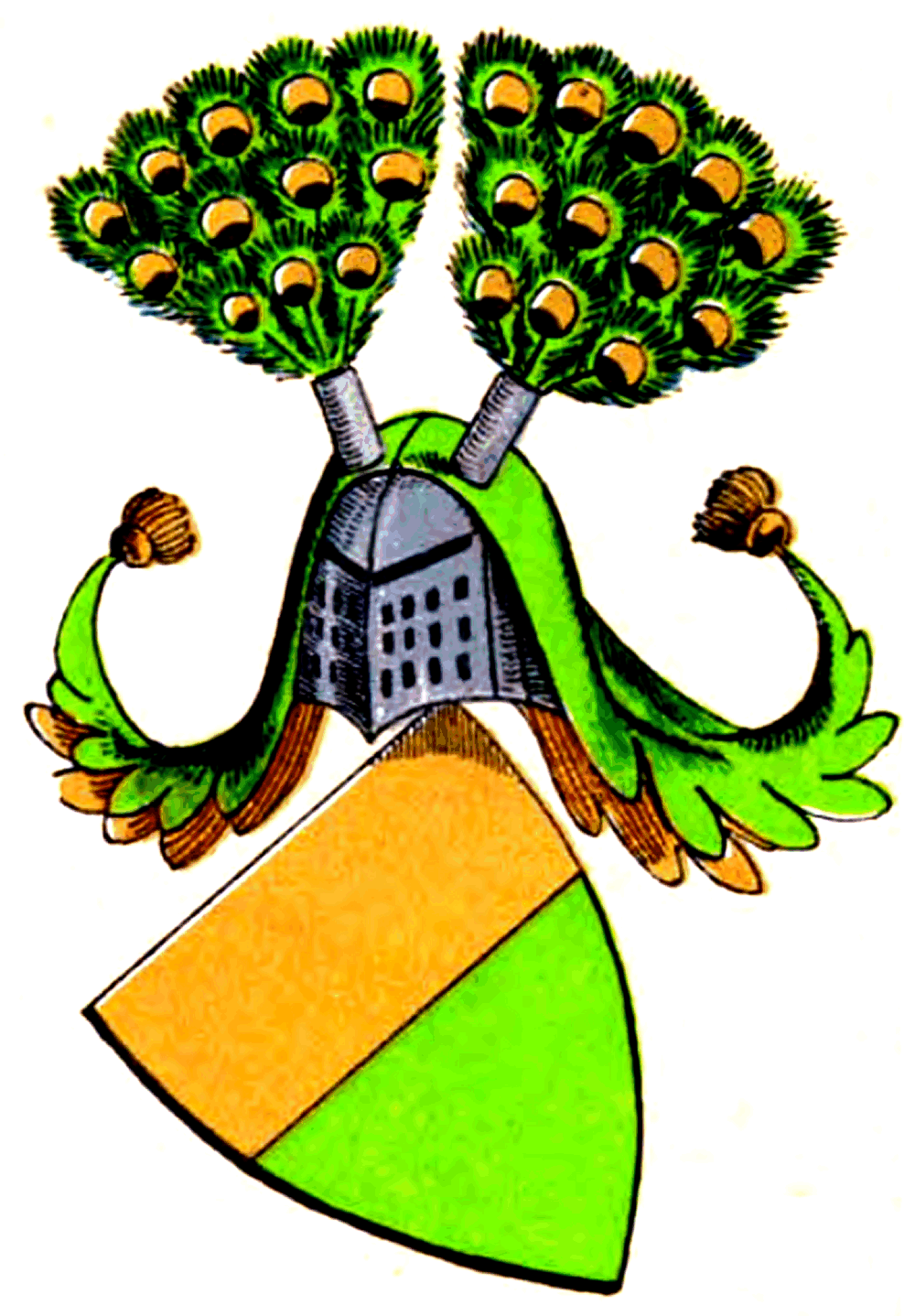
Wappen der Herren von Schnebelin (Schnewlin)

Die Familie Schnewlin, auch Snewlin oder Snewelin (Aussprache: "Schneulin"), war ein süddeutsches Patriziergeschlecht aus Freiburg im Breisgau und eine der einflussreichsten Familien im Breisgau. Die Wappen der 14 Linien unterschieden sich durch eine jeweils andere Helmzier; der Schild war immer gleichermaßen von Gold und Grün geteilt.

## Geschichte
Die Herren Schnewlin gelten als das älteste Freiburger Patriziergeschlecht, das als weit verzweigte Familie mit 14 Linien im Raum Freiburg im Breisgau umfangreiche Lehensgüter besaß. Die genaue Herkunft des Geschlechts ist nicht eindeutig geklärt. Joseph Bader und Peter Paul Albert bezweifeln die Edelfreiheit der Snewlins. Nach ihrer Theorie kamen sie als Dienstmannen im Gefolge der Grafen von Urach von Schwaben nach Freiburg. Helmut Maurer sieht anfänglich anhand der ältesten Verfassungsurkunden Freiburgs in den Snewlins Ministerialen. Später korrigierte er sich und nahm dann an, dass die Snewlins auf Kaufleute zurückgehen, da es keine Hinweise auf eine Ministerialenstellung in Freiburg gibt. Hinzu kommt, dass gemäß der Marktrechtsurkunde Konrads von Zähringen in der Kaufmannsstadt Freiburg das Recht der kölnischen Kaufleute anzuwenden war, welches Ministerialen das Wohnen nur mit Einwilligung der Bürgerschaft oder nach ihrer Freilassung durch ihren Herrn erlaubte.
In der aktuellen Geschichtsforschung geht man davon aus, dass die Snewlin Nachkommen von staufischen Ministerialen sind, die, um Freiburger Bürger zu werden, ihre rechtliche Bindung zur Ministerialität lösten. Diese Annahme beruht unter anderem darauf, dass sie häufig zusammen mit anderen Ministerialen genannt werden und dass sie verwandtschaftliche Beziehungen zum staufischen Vogt von Mühlhausen hatten, der der staufischen Ministerialität angehörte. Der Zeitpunkt, an dem die Snewlins nach Freiburg kamen, muss vor dem ersten Nachweis von 1215 liegen, da es sehr unwahrscheinlich ist, dass die schnewlinschen Neubürger bereits nach fünf Jahren im Jahr 1220 als Schultheiß ins höchste Amt der Stadt berufen wurden.
Erstmals urkundlich erwähnt wird die Familie Snewlin mit den Brüdern Hermann und Konrad Snewlin in einer Zeugenliste vom 1. Mai 1215 als „cunradus Snewli, frater eius hermannus“. Im Jahre 1220 wird Konrad als „Chonradus Sneuwelinus scultetus“, also als Schultheiß der Stadt Freiburg genannt. 1217 verleiht die Äbtissin des Klosters Waldkirch Konrad Snewlin (I) und seinen Erben den Neubruch-Zehnten auf dem Schlierberg. Dies ist gleichzeitig die erste bezeugte Verleihung eines Rechts an einen Freiburger Bürger durch einen geistlichen oder weltlichen Herren. 1235/36 wird die Familie in elsässischen Urkunden erwähnt. In einer Urkunde aus dem Jahr 1236 betreffend der Baselmühle in Mülhausen, erscheint Rvdegerus Snewil aduocatus gemeinsam mit dem Freiburger Geschlecht Geben, die nach Justinus Pedro Johannes Gewin vom staufischen Reichsküchenmeister Heinrich von Rothenburg abstammen sollen. Die zweite bezeugte Verleihung an Konrad Snewlin (I) ist ein echtes vasallitisches Lehen, der Zehnte in Biengen. Erst 270 Jahre später fiel dieses Lehen durch den Tod von Bartholomäus Snewlin an die Abtei zurück. Im 16. Jahrhundert berichtet Sebastian Münster in seiner Cosmographey sowohl über die Familie als auch über die Schneeburg. Weitere Berichte finden sich in der Historia nigrae Silvae des Fürstabt von St. Blasien, Martin Gerbert, der über eine Urkunde Kaiser Leopolds I. berichtet.
Im 13. Jahrhundert erwarben die Schnewlins umfangreichen Grundbesitz im Breisgau. Dazu zählten Höfe in Kirchhofen, Umkirch, Bischoffingen, Krozingen, Häuser in der Salzgasse in Freiburg, d. h. die Familie war an Gütern und Rechten interessiert, die ihnen laufende Einnahmen garantierten. Land und Immobilien erwarben sie von den ursprünglichen Lehensinhabern, die in finanzielle Schwierigkeiten geraten waren. Dazu zählten die Herren von Staufen, die Herren von Üsenberg und die Bischöfe von Straßburg. Sie sind auch Vögte des Oberrieder Klosters.
Im 14. Jahrhundert steht der Erwerb von Burgen im Mittelpunkt, um 1300 die Burg Landeck, ca. 1317 das Dorf Ebnet, 1318 die Burg Wiesneck, 1323 die Burg Wiger bei Emmendingen, 1327 die Burg Zähringen, 1328 die Burg Neu-Falkenstein und spätestens 1336 ein Anteil an der Ganerbenburg Burg Keppenbach.
Im Jahre 1310 verkauften die Grafen von Freiburg das Bergregal im Möhlintal an Schnewlin von Bernlapp. Dort errichtete Johannes Schnewlin (der Gresser) 1347 die Birchiburg mit einer 3,5 Meter dicken Schildmauer. In einer Strafaktion ließ die Stadt Freiburg 1377 die Burg zerstören. Man vermutet, dass die Schnewlins gegen die Veräußerungsvorschrift von 1258 verstoßen hatten, welche den Verkauf von Silber aus dem Schwarzwald an andere Münzstätten als Freiburg bei Androhung hoher Strafen verbot. Conrad Schnewlin ließ 1406 die Burg neu errichten und ein Zweig der Schnewlins nannte sich fortan Schnewlin von Birchiberg.
Ausgehend von einem Basisvermögen, welches aus den Einkommen durch Ministerialität und den Einnahmen, welche die Snewlin als Schultheißen und Ratsherren erwarben, stammte, verliehen sie Geld an geistliche und weltliche Herren. So sind zu Beginn des 14. Jahrhunderts Schnewlin von Bernlapp, Johann Snewlin der Gresser, Schnewlin von Wißneck und Konrad Dietrich Snewlin Gläubiger der Herren von Falkenstein, der Grafen von Freiburg, der Herren von Keppenbach, des Herzogs von Teck, der Herren von Üsenberg und weiterer Herren und Klöster. Die Familie war an Gruben im Obermünstertal, im Todtnauer Gebiet, am Birkenberg, bei der Burg Keppenbach, in Zähringen und in Ehrenstetten beteiligt. Hinzu kamen noch Pfandgeschäfte.
Im Streit der Habsburger gegen die Eidgenossen fochten die Herren Schnewlin in der Schlacht bei Sempach auf Seiten der Habsburger. Dabei fielen drei, eventuell sogar vier Vertreter des Geschlechts. Die Wappen der Gefallenen sind noch heute in der Schlachtkapelle Sempach zu sehen („Her Thomann vo Berenlapp“ und „Dietrich un Hans Schnewelii“). Im Jahre 1378 stellten in Freiburg die Schnewlins den Bürgermeister und neun Patrizier dieses Hauses hatten im Freiburger Stadtrat Sitz und Stimme. Nach dem Aderlass von Sempach verblieben anfänglich nur noch insgesamt acht Patrizier im Rat der Stadt, doch 1388 saßen dort bereits wieder neun Mitglieder der Familie Snewlin.
Der Ursprung des Geschlechternamens ist nicht eindeutig bestimmbar. Möglich sind Herleitungen von mhd. snê, was Schnee bedeutet, oder von mhd. snebelîn, Diminutiv von mhd. snabel, was Schnabel bedeutet. Im alemannischen Sprachgebrauch bezeichnet man die Holzbearbeitung durch schnitzen als schnefeln. Sicher ist, dass sich der Name nicht von der Wilden Schneeburg herleiten lässt, da diese von den Snewlins erst im 14. Jahrhundert erbaut wurde. Snewli, Snewelin, Snewlin, Schneblin, Schnewlin, Schnebelin, Snewelin und Schnewlin sind verschiedene Schreibweisen desselben Namens.
Der letzte Spross der Breisgauer Familie Schnewlin Franz Xavier Bernlapp Freiherr von Bollschweil starb im Jahr 1837 in Freiburg und ist auf dem Alten Friedhof beigesetzt. Er hatte noch zu Lebzeiten alle seine Lehen an den badischen Staat zurückgegeben. Zu seinen Besitzungen gehörte das Schloss Merzhausen.

## Linien des Geschlechts

### Die Snewlins des 13. Jahrhunderts
- Konrad Snewlin I. Schultheiß von Freiburg 1220 bis 1227
  - Konrad Snewlin gen. in Curia oder im Hof Schultheiß von Freiburg 1248/1249, 1251–1256 hat Grundbesitz in Adelhausen
    - Ritter Dietrich Snewlin, ältester Sohn Konrads, kaufte für 1000 Silbermark vom Kloster Wettingen großen Grundbesitz, darunter den Hof zu Riehen nördlich von Basel. Es war dies der größte nachgewiesene Landkauf eines einzelnen Freiburger Bürgers im 13. Jahrhundert. Drei Jahre später tauschte er einen großen Teil dieser Grundstücke mit dem Bischof von Basel gegen Besitzungen in Bischoffingen, Kirchhofen und Umkirch.[15]

  - Konrad Snewlin gen. junior oder der Junge ist verheiratet mit Junta. Er hat Besitzungen in Oberried und Schliengen.
    - Konrad Snewlin führt ebenfalls den Beinamen der Junge, er ist der Lehnsnehmer des Widemhofes, der der Fürstabtei Murbach gehörte, und des Dinghofs in Schliengen.
    - Konrad Snewlin ist wahrscheinlich der Kleriker Konrad Snewlin, der sich mit dem Magister Konrad von Freiburg im Streit um die Pfarrkirche Wolfenweiler befand, den er durch eine Entscheidung des Papstes Alexander IV., nachgewiesen durch ein Schreiben vom 15. Juli 1255, verlor.
    - Johann Snewlin, Vogt des Oberrieder Klosters, ist zwar nicht nachgewiesen, er besiegelte jedoch wichtige Urkunden des Klosters, so die Verkaufsurkunde vom 6. April 1293.
    - Johann Snewlin wird am 10. Juni 1308 explizit als voget über daz selbe closter bezeichnet.

  - Johann Snewlin ohne bezeugte Abkömmlinge
  - Anna
- Ein Konrad D. Snewlin, Ritter, erscheint als Ehemann von Suse von Stauffenberg zwischen 1351 und 1400.[16]

### Die Snewlins des 14. und des 15. Jahrhunderts

#### Schnewlin von Bernlapp
- Ritter Schnewlin von Bernlapp (auch Berenlapp oder Bärenlapp) ist der Enkel Konrad Snewlins d. J. Er war von 1313 bis 1319 und von 1320 bis 1342 Schultheiß von Freiburg. Zu seinem Besitz gehörten Bollschweil und Sölden. Der Besitz eines festen Hauses ist seit 1303 nachgewiesen, da von Bernlapp sich am 14. Januar 1303 mit seinem hus zu Bolswiler mit Freiburg verbündet. Am 26. Juli 1317 erwarben er und sein Vetter Schnewlin von Wießneck sämtliche Lehen, die Konrad Kolman in Herdern aufgegeben hatte, mit allen Rechten  in lehens wis un nach lehens rehte. Von Bernlapp kaufte 1327 den Freiburger Grafen Konrad und Friedrich die Burg Zähringen mit den Dörfern Gundelfingen, Holdental, Wildtal und Zähringen für 303 Silbermark ab und verlegte seinen Stammsitz auf die Burg. Da diese aber ein Reichspfandlehen war, vereinbarte von Bernlapp beim Kauf mit den Grafen eine Rückkaufrecht, falls das Reich die Grafen zum Rückkauf zwingen würde. Mit dem Erwerb der Burg war das Recht zur hohen Gerichtsbarkeit in Gundelfingen verbunden. Somit lagen alle Hoheitsrechte, die einst die Herzöge von Zähringen hatten, in der Hand des Freiburger Patriziers. Zum erworbenen Besitz gehörte auch ein Teil der Burg Keppenbach, doch lässt sich die Größe des Anteils und wie dieser in den Besitz von Bernlapps gelangte nicht mehr nachvollziehen. Möglich ist, dass die verschuldeten Keppenbacher einen Teil verkaufen oder verpfänden mussten, oder auch, dass von Bernlapp durch die Heirat mit Anna, der Tochter des Dietrich von Keppenbach, in den Besitz kam. Diese Verbindung ist durch eine Urkunde vom 12. September 1306 nachgewiesen. Weitere große Erwerbungen der Familie sind nicht belegt. Allerdings fallen von Bernlapps Söhnen neben dem Besitz des Vaters umfangreiche Besitzungen des Bruders ihres Vaters, Johann Snewlin der Gresser, als Erbe zu. Dazu gehören unter anderem die Dörfer Eschbach, Tunsel, Schmidhofen und Weiler.

#### Johann Snewlin der Gresser
- Ritter Johann Snewlin der Gresser war Bürgermeister von Freiburg in den Jahren 1327/28 und von 1330 bis zu seinem Tod im Jahre 1347.[17] Johann Snewlins Testament vom 9. Oktober 1347 gibt einen Überblick über den Besitz des reichen Patriziers. Der größte Teil des Erbes ging an die Kartäusermönche, nachdem Johann bereits die Gründung der Kartause Freiburg mit großen Geldzuwendungen ermöglicht hatte. Aus dem vererbten Silbergeschirr sollten Kelche gemacht werden, von denen einer erhalten und Bestandteil des Freiburger Münsterschatzes ist.[18] Weiter bedachte er im Testament zwei Altarpfründen mit jeweils 60 Silbermark. Er ist der Stifter des Annenaltars (1364), des Schnewlin-Altars (1479) und der Schnewlin-Kapelle (1528) im Freiburger Münster.[19] Sein einziger lebender Sohn Clewi erhält eine Pfründe von 30 Silbermark bei den Augustinerchorherren, auch der Sohn seines Falkners und der Eglin erhalten ebenso eine Pfründe. Er vererbt die Birchiburg an die Söhne seines Bruders Konrad Snewlin von Oberlinden, da sein einziger Sohn ein Augustinermönch ist. Dieser Familienzweig nennt sich von da an „von Birchiberg“. Die Herkunft des Beinamens der Gresser ist nicht eindeutig geklärt. Es ist zu vermuten, dass er sich vom lateinischen Crassus = beleibt, fett – dies allerdings im Sinne von „reich an Besitz“ – ableitet.

#### Schnewlin von Wiger
- Die Schnewlin von Wiger (auch Weiher) hatten ihr Stammhaus in Weyher (Wiger) nahe der Stadt Emmendingen. Zu ihrem Besitz gehörten die Orte Ballrechten und Dottingen. Ritter Konrad Dietrich Schnewlin erhielt am 28. Mai 1314 vom Markgrafen Heinrich III. von Hachberg das Recht, im Breisgau eine Burg zu bauen mit der Sondererlaubnis, sie auf dem Eigengut des Markgrafen zu errichten. Dieses Privileg wurde nicht genutzt, aber am 13. Juni 1323 erteilten der Markgraf und sein Sohn die Erlaubnis, dem Freiburger Johanniterhaus die burg ze Emmutingen, der (man) sprichet ze Wyier abzukaufen. Der Komtur des Johanniterhauses bestätigte am 2. Januar 1325 den Verkauf der Ordensfeste für 55 Silbermark. Verbunden damit war die am 23. August 1324 getroffene Zusage Konrad Dietrichs und seines Sohnes Ottemann von Kaisersberg, sich mit ihrer Feste niemals gegen die Hachberger Herrschaft zu wenden, auch dann nicht, wenn es zum Streit zwischen Freiburg und Hachberg kommen sollte. In der Folgezeit erwarb Konrad weiteren Besitz in der Nähe der Burg, dazu zählten 10 Jauchert Reben des Klosters Tennenbach und Güter, die Johann und Heinrich Rechtenbach bisher bewirtschaftet hatten. 1343 baute Konrad noch eine Mühle, die jedoch mit einer Auflage des Markgrafen nur für den Bedarf der Burg mahlen durfte. In Freiburg besaß Konrad ein Haus in der Turnergasse und ein weiteres beim Lehener Tor. Konrads Nachfahren waren nicht so erfolgreich. Sohn Johann ist bekannt als der Pfleger der Malterschen Güter. Dessen drei Söhne Oswald, Konrad Dietrich und Werner konnten zwar Meiertum in Simonswald erwerben, allerdings verloren sie in der Folgezeit die Herrschaft in Kirchhofen und die Gerichtsbarkeit zu Krozingen. 1387 verkaufte Konrad Dietrich seinen Anteil am Königszehnten in Eschbach an Johann Tygensheim von Elzach. Außerdem kam es um das Erbe der Mutter Beate – die eine geborene von Hornberg war – zum Streit mit den Hornbergern. Es ging hier um die Rechte an der Schneeburg auf dem Schönberg und am Dorf Ebringen. Der Streit wurde beigelegt, indem die Brüder für 200 Gulden auf alle Ansprüche verzichteten. Nach dem Tod der letzten männlichen Nachkommen fiel das Wigerschloss an Magdalena zum Wiger, die Tochter von Erasmus Schnewlin zum Weyer (1450–1512) und dessen Ehefrau Catherine von Staufen (1465–1500).[20] Magdalena war mit Claudius Böcklin von Böcklinsau verheiratet. Diese verkauften es 1536 an Snewlin von Landeck.

#### Schnewlin von Schneuburg
- Schnewlin von Schneuburg ist die älteste Linie der Familie. Dies ergibt sich aus einer Urkunde von 1674,[3] die von Kaisers Leopold I. an den Freiherrn Wolfgang Wilhelm Bernlapp von Bollschweil ging. Aus ihr geht hervor, dass die Familie seit 1070 existierte und sich in 14 Äste gliederte. Es ist nicht eindeutig nachgewiesen, welches der beiden Schlösser, die Schneeburg bei Ebringen[3] oder die Wilde Schneeburg bei Oberried,[3] der Stammsitz war.

#### Schnewlin von Landeck
- Schnewlin von Landeck (auch Landegg) erwarb 1300 die Burg Landeck von Heinrich von Geroldseck, indem er sie gegen Besitzungen in Schliengen tauschte. Der Tausch erfolgte gegen den Willen seines Bruders Walter von Geroldseck. Schließlich hatten beide Brüder ein gegenseitiges Vorkaufsrecht für Teile ihre Besitzungen vereinbart.[21] Der Verkauf der Burg war mit einem beträchtlichen Machtverlust der Geroldsecker verbunden, denn das Bauwerk hatte hohe strategische Bedeutung, lag die Burg doch an einer Engstelle der Hachbergischen Besitzungen. Walter von Geroldseck versuchte 1301 die Burg mit kriegerischen Mitteln zurückzugewinnen. Erst 1308 war der Handel abgeschlossen, nachdem auch der Fürstabt von Murbach, Lehensherr des Hofes zu Schliengen, seine Zustimmung zum Kauf gegeben hatte. Schnewlin von Landeck hatte drei Söhne: Snewli, Johann und Johann. Diese verkauften am 9. Dezember 1311 den Wald zu Kappel, den der Vater von den Freiburger Deutschherren erworben hatte, für 40 Silbermark an das Kloster Günterstal und tilgten damit ihre dortigen Schulden. Es folgten weitere große Verkäufe im Jahre 1311, darunter alle Besitzungen zu Kappel, Minrenbach, Reichenbach, Littenweiler, Oberried und die Gebiete ane die Burg und ane den walt, den die geburen darzu geben sowie weitere Besitzungen inklusive aller Rechte. Der Begriff ane die Burg bezieht sich auf die Wilde Schneeburg, doch es lässt sich nachweisen, dass sie nicht im Besitz der Schnewlins war: Aus zwei Sühnebriefen aus dem Jahre 1315 geht hervor, dass die Familie Kolman, die nicht zur Familie Schnewlin gehörte, die Burg besaß. Im Jahre 1328 erwarb der jüngere Johann Schnewlin drei Viertel des „Turmes zu Falkenstein“ (= Burg Neu-Falkenstein) inklusive aller Rechte von Werner von Staufen. Dieser Johann war auch Herr auf Landeck, spätestens nachdem 1312 sein Bruder ohne männliche Erben verstorben war. Auffällig ist, dass Johann nie als Herr zu Landeck bezeichnet wurde, sondern immer als Johann Snewlin der Ellende. Er hatte zwei Söhne, Konrad und Hanmann, von denen sich Konrad im Jahre 1350 Herre zu Landeg nannte. Hanmann Snewlin wurde 1348 erstmals als Herr zu Ebnet bezeichnet, wobei Ebnet ursprünglich zur Herrschaft der Grafen von Freiburg gehörte. Ob er Ebnet erworben hatte oder bereits sein Vater, ist nicht bekannt. Im Jahre 1350 erwarb Hanmann Hochdorf. Söhne Hanmanns sind nicht bekannt. Sein Bruder Konrad hatte vier Söhne: Hanmann Snewlin der Ältere, Hanmann, Dietrich und Ottemann. Im Jahr 1517 erwirbt David Schnewlin von Landeck Burg Falkenbühl.[22]

#### Weitere
- Die Schnewlin von Bollschweil hatten ihren Sitz zuerst in Bollschweil. Nach Zerstörung der Wasserburg Bollschweil verlegten sie ihren Sitz nach Ellighofen.

- Die Schnewlin von Kollman hatten ihren Stammsitz in der Wilden Schneeburg. Dies ist nachgewiesen in einem Urteil von 1315, nach dem die Stadt Freiburg alle zugefügten Schäden an der Burg ersetzen musste.

- Die Schnewlin von Weiler sind benannt nach dem gleichnamigen Ort. Dieses Lehen ging im 17. Jahrhundert an das Haus von Kageneck.

- Die Schnewlin im Hof hatten ihren Sitz in Freiburg, da sie den Beinamen von Freiburg trugen.

- Konrad Schnewlin Kotz und weitere Familienmitglieder waren Lehensherren im Buchenbacher Tal und hatten die Vogtei Kotzemoos in der vorderösterreichischen Herrschaft Schwarzenberg inne.[23]

- Die Schnewlin von Wißneck, Vettern der Schnewlin von Bernlapp, hatten ihren Sitz in Wiesneck, welches sie 1320 von Turner von Freiburg erworben hatten. Im Jahre 1322 erwarben sie Hasala (Haslach), das sie dann 1329 an das Kloster St. Märgen übergaben. Aus Urkunden geht hervor, dass sie Wiesneck bis 1450 nur zur Hälfte besaßen und die andere Hälfte erst im selben Jahr von Engelhart von Blumeneck erwarben.

- Für die folgenden vier Schnewlinschen Häuser liegen keine eigenständigen Urkunden vor: Schnewlin von Wißwihl, Schnewlin von Kranzenau, Schnewlin Kung und Schnewlin zur Tanne, doch stammten aus diesen Familien eine Vielzahl Freiburger Schultheissen, Bürgermeister und Ratsherren.

## Historische Wappenvarianten

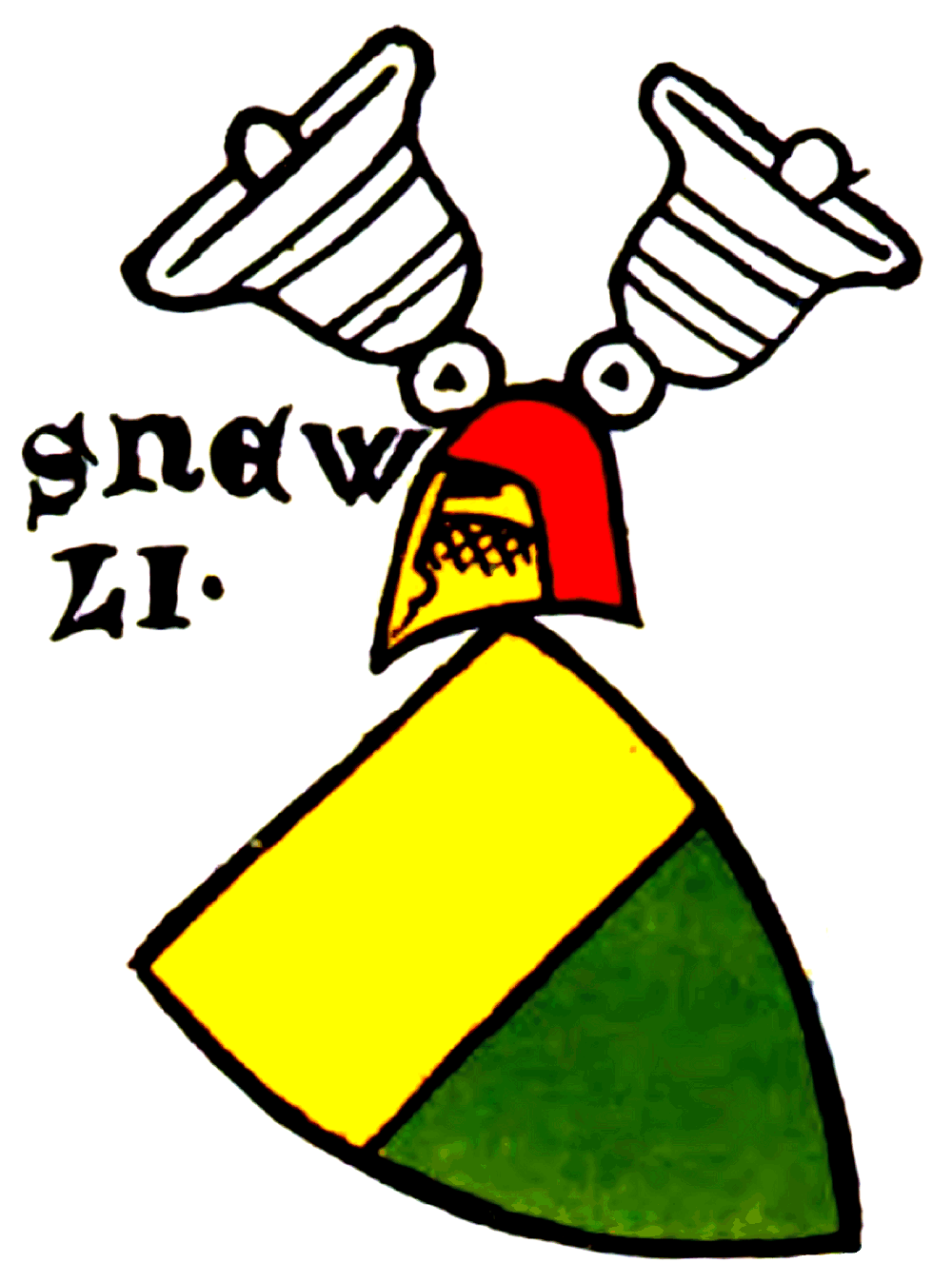
Wappen der Snewlin in der Zürcher Wappenrolle, ca. 1340
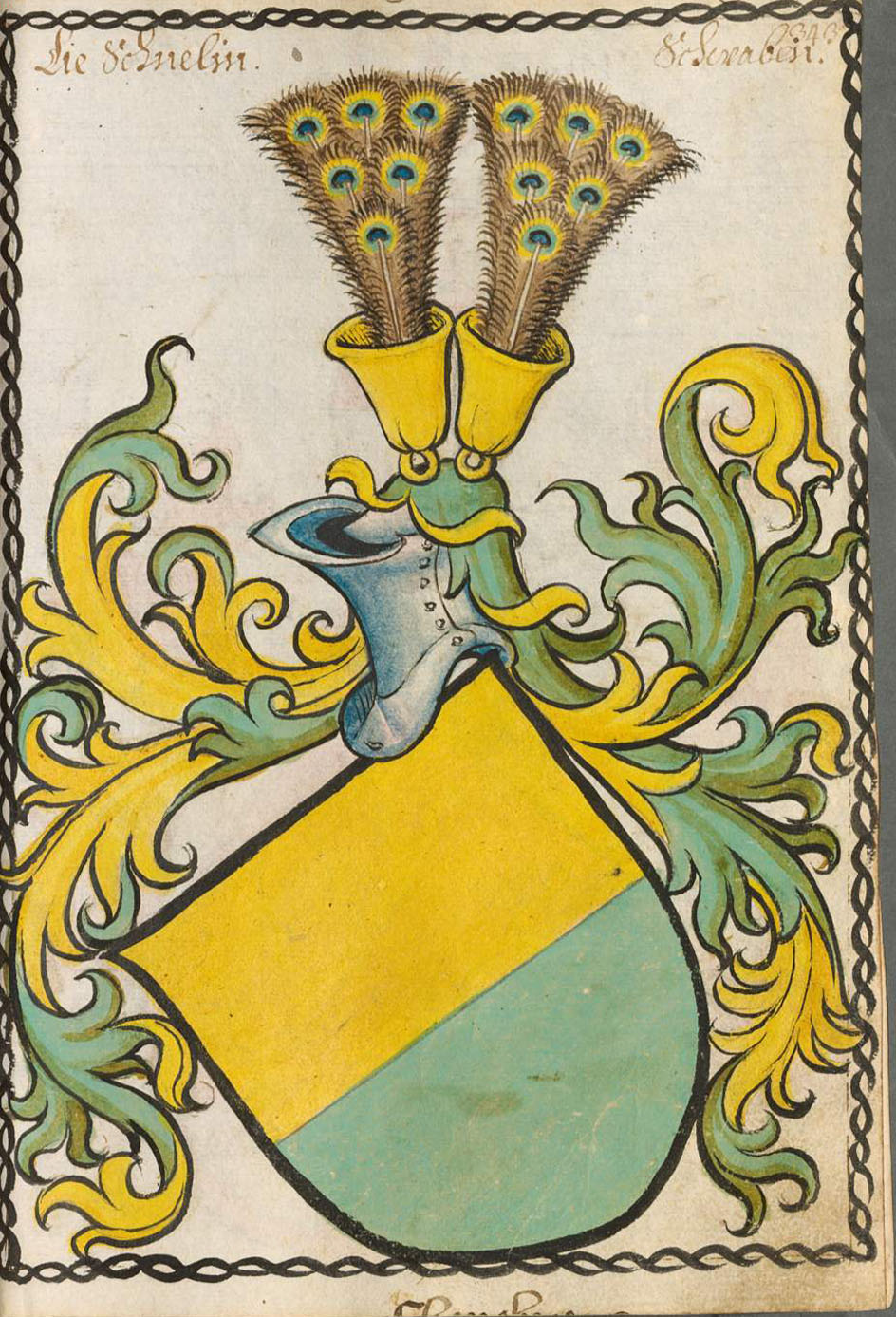
Wappen der Herren Schnewlin im Scheiblerschen Wappenbuch, 1450–1480

## Burgen und Schlösser
- Schneeburg bei Ebringen[2]
- Wilde Schneeburg bei Oberried[2]
- Burg Landeck
- Burg Wiesneck
- Burg Wiger bei Emmendingen
- Burg Zähringen
- Burg Neu-Falkenstein, auch Bubenstein genannt
- Burg Keppenbach
- Birchiburg
- Burg Falkenbühl
- Burg Kranzenau
- Burg Riegel
- Schloss Bollschweil
- Schloss Merzhausen, auch Bollschweiler Schloss genannt
- Schloss Kirchhofen
- Schloss Büningen
- Schloss Ebnet
- Jesuitenschloss
- Kageneck’sches Haus
- eine von Burg Dachswangen zu unterscheidende abgegangene Burg in Umkirch

Als Pfand:
- Burg Staufen
- Burg Höhingen
- Kirnburg